# 30,5-cm-Schnelladekanone L/50
Die 30,5 cm SK L/50 (SK = Schnellladekanone) wurde als Schiffsgeschütz für die deutsche Kaiserliche Marine vor dem Ersten Weltkrieg entwickelt. Das Geschütz war als Hauptbewaffnung für schwere Kriegsschiffe und Küstenbatterien vorgesehen. Während des Zweiten Weltkrieges wurden die Geschütze reaktiviert.

## Geschichte
Das Geschütz wurde 1908 bei Krupp entworfen und ab 1911 eingesetzt. Letztlich fand es Verwendung auf 16 von 26 Großkampfschiffen der Kaiserlichen Marine. Als erstes wurde es auf den Schlachtschiffen der Helgoland-Klasse, die zur Hochseeflotte gehörten, verbaut. Letztlich war es die Hauptbewaffnung für vier Schiffe der Helgoland-, fünf Schiffe der Kaiser-, vier Schiffe der König- und drei Schiffe der Derfflinger-Klasse. In der Skagerrakschlacht vom 31. Mai auf den 1. Juni 1916 zerstörten diese Geschütze als Bewaffnung der Derfflinger und Lützow die britischen Schlachtkreuzer Queen Mary und Invincible. Später wurde die Kanone von der größeren und leistungsfähigeren 38-cm-Schnelladekanone L/45 abgelöst.
Schon vor dem Ersten Weltkrieg waren auf den Inseln Helgoland und Wangerooge im Jahr 1912 acht Doppeltürme für die Verteidigung der deutschen Nordsee-Küstenlinie Batterien mit den 30,5-cm-SK L/50 errichtet worden. Während des Krieges kam eine weitere Batterie für die Verteidigung des Hafens von Zeebrugge in Flandern hinzu. Die Batterie auf Wangerooge blieb erhalten. Drei der Geschütze von dort wurden 1935 bei der Remilitarisierung von Helgoland dorthin gebracht.
Im Verlauf des Zweiten Weltkrieges wurden weitere drei Geschütze nach der Besetzung Frankreichs zum Küstenschutz entlang des Ärmelkanals in den Atlantikwall verbaut.
Auch Skoda hatte einen Liefervertrag für diese Kanonen. Die Waffen aus der Fertigung bei Skoda weisen einige fertigungstechnische Unterschiede gegenüber den bei Krupp hergestellten Kanonen auf.

## Einsatz

### Schiffsgeschütze
Auf Kriegsschiffen wurde die 30,5-cm-SK L/50 in Zwillingstürmen montiert.
Die Helgoland-Klasse hatte sechs Drh-LC/1908-Drehtürme, diese hatten 100 mm starke Dächer und 300 mm starke Seitenwände.
Die Kaiser-Klasse hatte fünf Drh LC/1909 und die darauf folgende König-Klasse fünf Drehtürme Drh LC/1911. Die wichtigste Verbesserung der LC/1909-Türme war die Verstärkung der Panzerung des Turmdachs auf 130 mm und die Seitenwände blieben dabei 300 mm stark. Bei den LC/1911 wurde die Turmdachpanzerung wieder auf 110 mm reduziert, doch die Wandstärke blieb wieder bei 300 mm. Derfflinger und Lützow nutzten je vier Drh-LC/1912-Türme, während das Schwesterschiff Hindenburg den verbesserten Typ Drh LC/1913 erhielt. Die LC/1912 hatten 110 mm Dachstärke und 270 mm Wandstärke. Bei der neueren Hindenburg war die Dachstärke auf 150 mm erhöht, während die Wandstärke gleich blieb. Das Gewicht der Drehtürme lag zwischen 534 und 549 t, abhängig von der jeweiligen Wandstärke der Panzerhaube.
Bei der König-Klasse hatte jeder Geschützturm einen unteren Arbeitsraum, der mit einem umlaufenden Munitionsaufzug hinunter zur Munitionskammer verbunden war. Die Türme wurden elektrisch bewegt, wobei das Höhenrichten der Geschütze hydraulisch erfolgte. Damit die Feuergefahr reduziert war, bestand alles im Geschützturm aus Stahl. Dieser Entwurf wurde auch bei den folgenden Schlachtschiffen verwendet. Die Schlachtkreuzer der Derfflinger-Klasse nutzten das gleiche Konzept, wenn auch beim hintersten Geschützturm Pulverkammer und Geschosskammer die umgekehrte Reihenfolge hatten. Zudem war ab dem Typ LC/1911 ein Splitterlängsschott im Turm angeordnet, so dass Trefferschäden oder Ausfälle sich nicht automatisch auf das Nachbargeschütz übertragen konnten.
Alle deutschen Geschütztürme waren ursprünglich auf eine maximale Erhöhung von +13,5° ausgelegt. Allerdings wurde nach der Skagerrakschlacht ein Umbau vorgenommen, der eine Erhöhung auf 16° ermöglichte. Die Türme in der Kiellinie der Kriegsschiffe konnten in beide Richtungen um 150° gedreht werden, nur die Flügeltürme der Helgoland- und der Kaiser-Klasse waren auf je 80° auf ihrer jeweiligen Seite begrenzt.

### Küstenartillerie

#### Helgoland
Zwischen 1909 und 1912 wurden vier Zwillingstürme nach Helgoland gebracht. Der genaue Typ ist nicht bekannt. Diese wurden nach der Niederlage des Kaiserreiches 1923 von den Alliierten zerstört. 1935 wurden drei Geschütze von Wangerooge nach Helgoland gebracht. Ab 1938 bestückten diese dort die Batterie „von Schröder“ und die II. Marine-Artillerie-Abteilung stellte die Bedienung. Diese wurde im weiteren Kriegsverlauf durch die 122. Marine-Artillerie-Abteilung ersetzt. 1940 wurden alle drei Geschütze nach Frankreich verlegt.

#### Wangerooge
Am Ende des Ersten Weltkrieges bildeten sechs Geschütze in Bettungsschießgerüsten die Batterie „Friedrich August“ auf Wangerooge.

#### Zeebrugge
Die Batterie „Kaiser Wilhelm II.“ sollte die Häfen von Zeebrugge während des Ersten Weltkrieges sichern. Sie bestand aus vier Bettungsschießgerüsten auf Betonfundamenten. Diese mussten per Hand auf einem Pivot gerichtet werden und waren von Laufrollen auf einem Schienenhalbkreis gestützt. Sie verfügten über einen Geschützschild und waren für Rundumfeuer geeignet. Die Bedienung stellte das Matrosen-Artillerie-Regiment 1.

#### Le Trésorerie (Boulogne-sur-Mer)
Nachdem die deutsche Wehrmacht Frankreich 1940 besetzt hatte, wurde der Schutz der Kanalküste überragend wichtig. Die Geschütze der Batterie auf Helgoland wurden nach Le Trésorerie bei Boulogne-sur-Mer in Frankreich gebracht. Dort erhielt die Batterie in Tradition zur ursprünglichen Herkunft wieder den Namen „Friedrich August“. Anfänglich in offenen Bettungen mit Schießgerüst C/41 und 360° Seitenrichtbereich, wurden später Betonkasematten für die Geschütze geschaffen. Diese beschränkten den Höhenrichtbereich auf 50° und den Seitenrichtbereich auf 220°.

## Technische Daten

### Munition

#### Geschosse
- Panzersprenggranate mit Bodenzünder und ballistischer Haube – 30,5-cm-PzSprGr L/3,4 mBdZ
- Sprenggranate mit Bodenzünder und ballistischer Haube – 30,5-cm-SprGr L/3,4 mBdZ mHb
- Sprenggranate mit Kopfzünder und ballistischer Haube – 30,5-cm-SprGr L/3,4 mBdZ u KZ mHb
- Versuchsgeschoss mit großen Hohlraum und dünnwandig – 30,5-cm-Minengeschoß L/4,8
- Versuchsgeschoss zylindrische Form und Treibring – 30,5-cm/20 cm SprGr L/4,6 TS

#### Treibladung
- Hülsenkartusche: 127 kg RP C/12
- Große Ladung: + 20 kg RP C/12